# Vaïxyes
Els vaïxyes (del sànscrit वैश्य, vaiśya) són els components d'un dels quatre varnas del sistema de castes  hindú. Vaïxya és el tercer grau jeràrquic d'aquesta divisió social tradicional, que consta dels bramans (sacerdots i mestres, amb autoritat religiosa), els kxatriyes (guerrers i administradors, amb poder polític), els vaïxyes (comerciants i agricultors o pastors amb prosperitat econòmica) i els xudres, servents o pagesos vassalls. Els qui pertanyen a les tres primeres castes (varnes) es considera que tenen l'estat de dvija ("nascuts dues vegades").

## Deures tradicionals
Els textos religiosos atribuïen tradicionalment als vaïxyes els rols de l'artesania, l'agricultura i la cria de bestiar, però amb el temps van convertir-se principalment en terratinents, comerciants i prestadors. Els comerciants indis van contribuir notablement a la propagació de la cultura de l'Índia per les regions del sud-est de l'Àsia i, després de la colonització, amb l'arribada del capitalisme, molts vaïxyes es dedicaran a la indústria fent que gran part de les empreses cotitzades a la borsa de Bombai pertanyin als membres d'aquest varna (com per exemple el grup ArcelorMittal, propietat de Lakshmi Mittal, un vaïxya).
D'altra banda l'Imperi Gupta hauria estat una dinastia vaïxya que "podria haver aparegut com a reacció contra els governants opressius"

## Comunitats modernes
La comunitat vaïxya es divideix en nombroses jātu o subcastes, en particular les dels agrahari, agrawals, barnwals, gahois, kasuadhans, khandelwal vaïxyes, lohanas i vaïxnav jamars del Gujarat; els maheshwaris al Nord; els oswals, roniaurs, arya vaïxyes de Telangana, Andhra, Karnataka i Tamil Nadu; els vaïxya vanis de Konkan i Goa, i els modhm i patidars de l'Oest.